# Georg Pfeiffer
Georg Pfeiffer, nemški general, * 5. maj 1890, † 28. junij 1944.